# 郭孔丞
郭孔丞 (1947年—)，男，祖籍福建福州，馬來西亞國民、香港特别行政區永久居民，馬來西亞首富郭鶴年的長子，嘉里集團有限公司董事長主席兼董事總經理及香港上海匯豐銀行獨立非執行董事。曾經擔任嘉里建設主席、香格里拉(亚洲)有限公司主席兼行政總裁、中信泰富副董事長兼非執行董事及第十三届全国政协委员。

## 生平
畢業於新山英文書院，後即赴澳洲留學，攻讀企業管理課程。學成歸國後，其父親郭鶴年讓其擔任要職──香格里拉集團董事。1988年，集團收購TVB的3成股權及成為最大股東，郭鶴年與長子進入董事局擔任交替董事。

## 轶事

### 感情经历
郭最令人印象深刻的是與鄧麗君的一段戀情。郭孔丞比鄧麗君大約6歲，是經由何莉莉的介绍而陷入熱戀，於1981年10月28日的晚上秘密訂婚，地點選在香格里拉酒店的日本料理廳。
但是郭孔丞的祖母向來對藝人有偏見，眼見初到家中的鄧麗君搶盡風頭，老祖母當場面露不悅。
原定在1982年3月17日在新加坡香格里拉飯店舉行婚宴，未料其祖母突然提出三個條件：一、要鄧麗君將身家資料交代清楚；二、嫁入郭家之後，立即退出演藝圈；三、斷絕與娛樂圈朋友的來往。也因如此，鄧麗君忍痛與郭孔丞分手，這段戀情也就無疾而終。
鄧麗君的弟弟鄧長禧在接受媒体採訪時透露：其實鄧麗君本來就是要退出演藝圈了，後来她覺得如果把這當成嫁進郭家的條件的话，那就變成一種屈辱的感覺，所以最後才不歡而散。